# Lega B 2016 (football americano)
La Lega B 2016 è la 25ª edizione del campionato di football americano di secondo livello, organizzato dalla SAFV.

## Squadre partecipanti
| Club               | Città    | Stadio          | Sponsor ufficiale | Risultato nella stagione 2015   |
| ------------------ | -------- | --------------- | ----------------- | ------------------------------- |
| Bienna Jets        | Bienne   |                 |                   | Quarto posto in Lega B          |
| Fribourg Cardinals | Friburgo |                 |                   | Vincitori Lega C                |
| Geneva Seahawks    | Ginevra  |                 |                   | Secondo posto in Lega B         |
| La Côte Centurions | Gland    |                 |                   | Secondo posto in Lega C         |
| Luzern Lions       | Lucerna  | Stadion Allmend |                   | Sesto posto in Lega Nazionale A |
| Thun Tigers        | Thun     | Stadion Lachen  |                   | Terzo posto in Lega B           |

## Stagione regolare

### Calendario

#### 1ª giornata
| Friburgo 2 aprile 2016, ore 18:00 CEST | Fribourg Cardinals | 34 – 28 | Bienna Jets | Stade du Guintzet |

| Ginevra 3 aprile 2016, ore 14:00 CEST | Geneva Seahawks | 49 – 54 | Thun Tigers | Centro sportivo di Vessy |

| Gland 3 aprile 2016, ore 14:00 CEST | La Côte Centurions | 12 – 34 | Luzern Lions | Terrain des Perrerets |

#### 2ª giornata
| Thun 10 aprile 2016, ore 14:00 CEST | Thun Tigers | 41 – 8 | Fribourg Cardinals | Stadion Lachen |

| Lucerna 10 aprile 2016, ore 14:00 CEST | Luzern Lions | 14 – 20 | Geneva Seahawks | Stadion Allmend |

#### 3ª giornata
| Gland 16 aprile 2016, ore 18:00 CEST | La Côte Centurions | 21 – 8 | Fribourg Cardinals | Terrain des Perrerets |

| Ginevra 17 aprile 2016, ore 14:00 CEST | Geneva Seahawks | 41 – 0 | Bienna Jets | Centro sportivo di Vessy |

| Thun 17 aprile 2016, ore 14:00 CEST | Thun Tigers | 29 – 66 | Luzern Lions | Stadion Lachen |

#### 4ª giornata
| Bienne 23 aprile 2016, ore 18:00 CEST | Bienna Jets | 6 – 52 | Luzern Lions |  |

| Gland 24 aprile 2016, ore 14:00 CEST | La Côte Centurions | 21 – 50 | Thun Tigers | Terrain des Perrerets |

#### 5ª giornata
| Lucerna 1º maggio 2016, ore 14:00 CEST | Luzern Lions | 41 – 35 | Thun Tigers | Stadion Allmend |

#### 6ª giornata
| Ginevra 8 maggio 2016, ore 14:00 CEST | Geneva Seahawks | 44 – 0 | Luzern Lions | Centro sportivo di Vessy |

| Friburgo 8 maggio 2016, ore 14:00 CEST | Fribourg Cardinals | 0 – 40 | Thun Tigers | Stade du Guintzet |

| Ginevra 8 maggio 2016, ore 14:00 CEST | La Côte Centurions | 21 – 41 | Bienna Jets | Centro sportivo di Vessy |

#### 7ª giornata
| Lucerna 14 maggio 2016, ore 18:00 CEST | Luzern Lions | 44 – 8 | La Côte Centurions | Stadion Allmend |

| Bienne 14 maggio 2016, ore 18:00 CEST | Bienna Jets | 39 – 13 | Fribourg Cardinals |  |

| Thun 16 maggio 2016, ore 14:00 CEST | Thun Tigers | 13 – 41 | Geneva Seahawks | Stadion Lachen |

#### 8ª giornata
| Bienne 21 maggio 2016, ore 18:00 CEST | Bienna Jets | 44 – 27 | La Côte Centurions |  |

| Friburgo 22 maggio 2016, ore 14:00 CEST | Fribourg Cardinals | 0 – 56 | Geneva Seahawks | Stade du Guintzet |

#### 9ª giornata
| Ginevra 28 maggio 2016, ore 18:00 CEST | Geneva Seahawks | 49 – 0 | La Côte Centurions | Centro sportivo di Vessy |

| Lucerna 28 maggio 2016, ore 18:00 CEST | Luzern Lions | 49 – 10 | Fribourg Cardinals | Stadion Allmend |

| Thun 29 maggio 2016, ore 18:00 CEST | Thun Tigers | 26 – 0 | Bienna Jets | Stadion Lachen |

#### 10ª giornata
| Gland 4 giugno 2016, ore 18:00 CEST | La Côte Centurions | 0 – 50 (Forfait) | Geneva Seahawks | Terrain des Perrerets |

| Bienne 5 giugno 2016, ore 14:00 CEST | Bienna Jets | 13 – 20 | Thun Tigers | Stadion Gurzelen |

| Cornaredo 5 giugno 2016, ore 14:00 CEST | Fribourg Cardinals | 0 – 47 | Luzern Lions | Stadio comunale di Cornaredo (campo sintetico) |

#### 11ª giornata
| Lucerna 11 giugno 2016, ore 18:00 CEST | Luzern Lions | 49 – 13 | Bienna Jets | Stadion Allmend |

| Ginevra 11 giugno 2016, ore 18:00 CEST | Geneva Seahawks | 71 – 0 | Fribourg Cardinals | Centro sportivo di Vessy |

| Thun 12 giugno 2016, ore 14:00 CEST | Thun Tigers | - – - () | La Côte Centurions | Stadion Lachen |

#### Bye 1
| Friburgo 19 giugno 2016, ore 14:00 CEST | Fribourg Cardinals | 11 – 21 | La Côte Centurions | Stade du Guintzet |

| Bienne 19 giugno 2016, ore 18:00 CEST | Bienna Jets | - – - | Geneva Seahawks | Stadion Gurzelen |

### Classifica
La classifica della regular season è la seguente:
- PCT = percentuale di vittorie, G = partite giocate, V = partite vinte, P = partite perse, PF = punti fatti, PS = punti subiti
- Le prime due classificate si sfidano nella finale; la vincente sfida l'ultima della LNA per la partecipazione alla LNA 2017 (verde)
- L'ultima classificata sfida la vincente della Lega C per la partecipazione alla Lega B 2017 (giallo)

| Pos. | Squadra            | PCT  | G  | V | P | PF  | PS  |
| ---- | ------------------ | ---- | -- | - | - | --- | --- |
| 1    | Geneva Seahawks    | .889 | 9  | 8 | 1 | 421 | 81  |
| 2    | Luzern Lions       | .800 | 10 | 8 | 2 | 396 | 177 |
| 3    | Thun Tigers        | .667 | 9  | 6 | 3 | 308 | 239 |
| 4    | Bienna Jets        | .333 | 9  | 3 | 6 | 184 | 283 |
| 5    | La Côte Centurions | .222 | 9  | 2 | 7 | 131 | 331 |
| 6    | Fribourg Cardinals | .100 | 10 | 1 | 9 | 87  | 413 |

## Playoff e playout

### Finale
| Ginevra 26 giugno 2016, ore 14:00 | Geneva Seahawks | 21 – 12 | Luzern Lions | Centre Sportif de Vessy |

### Spareggio relegazione
| Buchs 2 luglio 2016, ore 18:00 | Argovia Pirates | 28 – 8 | Fribourg Cardinals | Sportplatz Suhrenmatte |

### Spareggio promozione
| Ginevra 3 luglio 2016, ore 14:00 | Geneva Seahawks | 37 – 7 | Zürich Renegades | Centre Sportif de Vessy |

## Verdetti
- Geneva Seahawks promossi in LNA 2017
- Fribourg Cardinals relegati in Lega C 2017